# Ma Chengqing
Ma Chengqing (馬澄清S, Mǎ ChéngqīngP; Nanning, 15 novembre 1975) è un'ex cestista cinese.

## Carriera
Con la Cina ha disputato i Giochi olimpici di Atlanta 1996 e i Campionati del mondo del 1998.